# راندي فيليبس (سياسي)
راندي فيليبس (بالإنجليزية: Randy Phillips)‏ هو سياسي أمريكي، ولد في 30 أغسطس 1950. حزبياً، نشط في الحزب الجمهوري. وقد انتخب عضو مجلس ولاية ألاسكا.